# Península de Taitao
Península de Taitao är en halvö i Chile.   Den ligger i regionen Región de Aisén, i den södra delen av landet, 1 500 km söder om huvudstaden Santiago de Chile.
I omgivningarna runt Península de Taitao växer i huvudsak blandskog. Trakten runt Península de Taitao är nära nog obefolkad, med mindre än två invånare per kvadratkilometer.